# Hanging On
Hanging On – piosenka brytyjskiej piosenkarki Ellie Goulding wydana w postaci singla promocyjnego, mająca na celu promocję albumu Halcyon 10 lipca 2012 roku, trzy miesiące przed premierą wydawnictwa (5 października 2012). Utwór jest coverem utworu o tym samym tytule amerykańskiego artysty Active Child z 2011 roku.
Piosenka została nagrana w dwóch wersjach, solowej oraz w duecie z raperem Tinie Tempah. Obie znajdują się na drugim studyjnym albumie Goulding Halcyon.

## Historia
Premiera singla miała miejsce 10 lipca 2012 roku na oficjalnym profilu Ellie na SoundCloud, wtedy została opublikowana wersja w duecie. 
13 lipca został opublikowany teledysk do utworu, którego reżyserią zajął się Ben Newbury. W dniu premiery piosenki Ellie Goulding napisała na Twitterze: 

Oto jest początek mojej kolejnej podróży. “Nacieszcie się i udostępniajcie odpowiedzialnie. Do pobrania za darmo więc nacieszcie się”)

## Hanging On w mediach
Cover Ellie został wykorzystany w serialach Plotkara w odcinku pt. "The Revengers", nowej wersji serialu Nikita z 2010 roku, odcinek "Til Death Do Us Part" oraz w ścieżce dźwiękowej do filmu Intruz z 2013 roku. W lutym 2013 roku, Living Phantoms stworzył remix piosenki, który  został wykorzystany w zwiastunie gry na platformę PlayStation 3 pt. God of War: Wstąpienie. I See MONSTAS zrobił własny remix singla, który został wykorzystany w filmie Niezgodna w 2014 roku. 

## Notowania
| Terytorium      | Notowanie        | Pozycja |
| --------------- | ---------------- | ------- |
| Wielka Brytania | UK Singles Chart | 144     |

## Personel
- Ellie Goulding – wokal prowadzący
- Ben Baptie – asystent miksowania
- Billboard  – produkcja
- Philippe Dumais – asystent inżyniera
- Tom Elmhirst – mix
- Tinie Tempah – wokal prowadzący
- Richard Vincent – Inżynieria